# Els crims de Pembrokeshire
Els crims de Pembrokeshire (títol original en anglès, The Pembrokeshire Murders) és una minisèrie de televisió dramàtica britànica de tres episodis, basada en els assassinats de Pembrokeshire per l'assassí en sèrie John Cooper. El 2016, el flamant detectiu superintendent Steve Wilkins decidí reobrir dos casos d'assassinat no resolts de la dècada de 1980 que estaven lligats amb un seguit de robatoris. Nous avenços en la tecnologia d'anàlisi forense de l'ADN, informes de testimonis i dibuixos artístics del sospitós feren que la policia de Dyfed-Powys revisés un episodi de 1989 de Bullseye, que desembocà en el descobriment de l'assassí en sèrie. Es va estrenar l'11 de gener de 2021 al Regne Unit a ITV. S'ha doblat al valencià per a À Punt, que va estrenar-la el 13 d'abril de 2023.

## Repartiment
- Luke Evans com a detectiu superintendent Steve Wilkins
- Keith Allen com a l'assassí en sèrie John Cooper
- Caroline Berry com a Pat Cooper, la muller de John Cooper
- David Fynn com a Jonathan Hill
- Oliver Ryan com a Andrew Cooper
- Alexandria Riley[6] com a detectiu inspectora Ella Richards
- Charles Dale com a detectiu sergent Gareth Rees
- Steven Meo com a detectiu inspector Lynne Harries
- Richard Corgan com a detectiu sergent Glyn Johnson
- Kyle Lima com a policia detectiu Nigel Rowe
- Steffan Cennydd com a Jack Wilkins
- Anastasia Hille com a Dra Angela Gallop
- Roger Evans com a detectiu inspector en cap Jim Morris
- William Thomas com a detectiu inspector en cap George Jones
- Suzanne Packer com a policia en cap Tyler
- Sarah Jane com a oficial de policia
- Owen Teale com a Gerard Elias QC
- Ian Saynor com a jutge Griffith Williams
- Rhodri Evan com a detectiu superintendent en cap Coles
- Simon Nehan com a Craig

## Episodis
| Núm. | Títol       | Direcció   | Guió         | Data d'emissió original | Data d'emissió al País Valencià (À Punt) | Espectadors al Regne Unit (milions) |
| --- | ----------- | ---------- | ------------ | ----------------------- | ---------------------------------------- | ----------------------------------- |
| 1 | «Episodi 1» | Marc Evans | Nick Stevens | 11 de gener de 2021     | 13 d'abril de 2023                       | 10,94                               |
| El detectiu Steve Wilkins reobre un dels casos no resolts més notoris de Gal·les, coneguts localment com a "assassinats del camí costaner".                                                                                        |             |            |              |                         |                                          |                                     |
| 2 | «Episodi 2» | Marc Evans | Nick Stevens | 12 de gener de 2021     | 13 d'abril de 2023                       | 10,29                               |
| La investigació dels assassinats continua, però sense resultats concloents de les proves científiques, Wilkins i el seu equip han d'enfrontar-se al sospitós principal, John Cooper, en persona durant tres dies d'interrogatoris. |             |            |              |                         |                                          |                                     |
| 3 | «Episodi 3» | Marc Evans | Nick Stevens | 13 de gener de 2021     | 13 d'abril de 2023                       | 10,64                               |
| Un descobriment científic molt esperat dona a Wilkins i al seu equip una munició vital pel seu cas contra John Cooper. |             |            |              |                         |                                          |                                     |